# Carmen Castillo Taucher
Pour les articles homonymes, voir Carmen Castillo, Carmen Castillo (baseball), Castillo et Taucher.
Castillo  Taucher est un nom espagnol. Le premier nom de famille, en général paternel, est Castillo ; le second, en général maternel, souvent omis, est Taucher.
Carmen Gisele Castillo Taucher (née en 1954) est une médecin et femme politique chilienne. Elle a été ministre de la Santé du deuxième gouvernement de Michelle Bachelet Jeria.

## Biographie

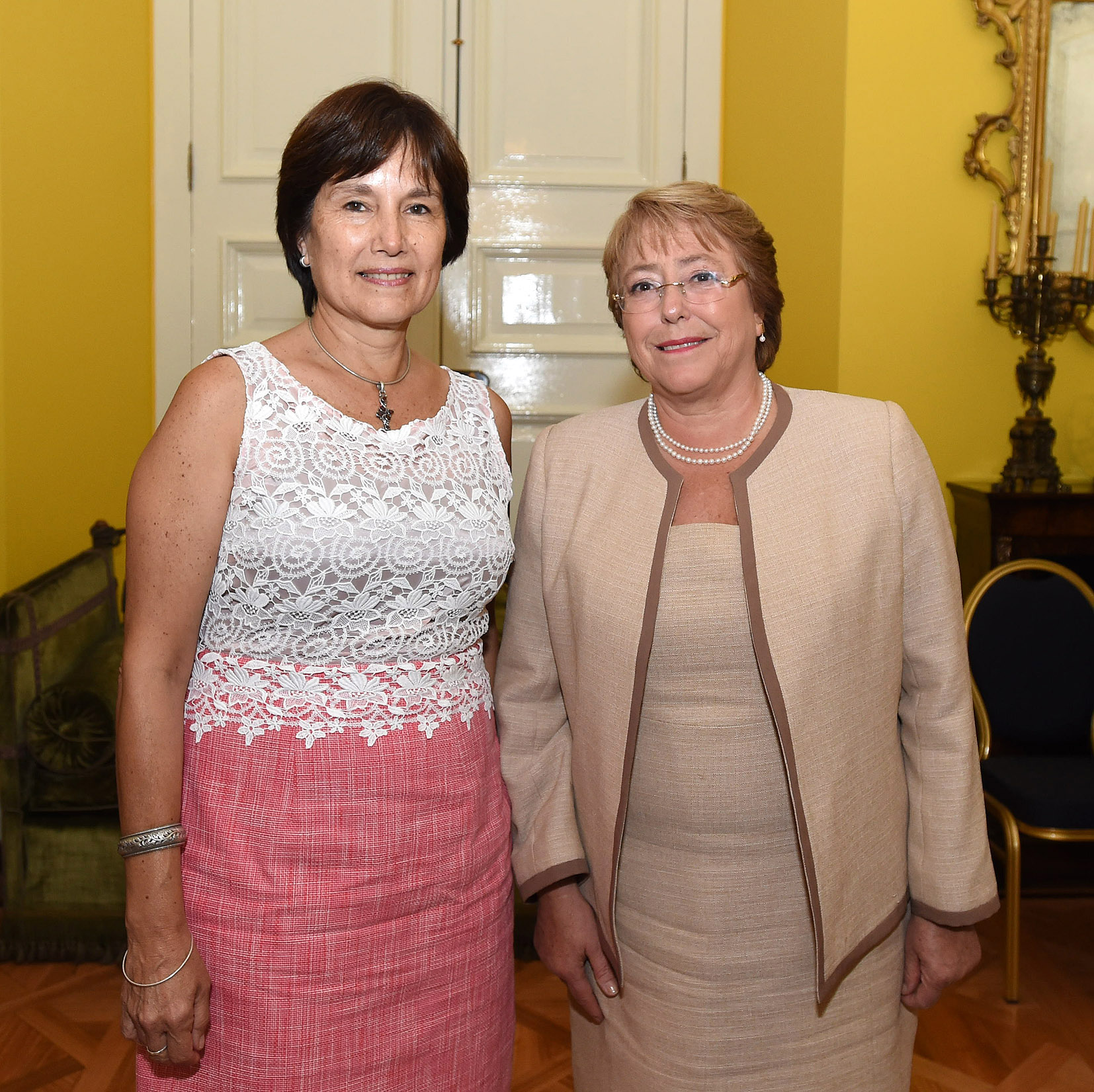
Castillo (à gauche) aux côtés de la présidente Michelle Bachelet Jeria.

Elle étudie à la Faculté de Médecine de l'Université du Chili, où elle obtient le diplôme de chirurgien. Elle réalise ensuite un magister en Santé Publique avec une spécialité en épidémiologie dans la même université.
Elle travaille dans le système public de santé, en tant que sous-directrice de l'Hôpital Dr. Luis Gajardo Guerrero de San Felipe (1988-1989), puis directrice du Service de Santé Aconcagua (2000-2010), et enfin directrice technique du Centre de Santé Familiale Dr. Jorge Ahumada Lemus de Santa María (2010-2013).
En 2013, elle devient directrice du Campus San Felipe de l'Université de Valparaíso. La même année, elle intègre la "Commission consultative présidentielle pour l'étude et la proposition d'un nouveau modèle et cadre juridique pour le système privé de santé", convoquée par la présidente Michelle Bachelet Jeria dans le cadre de la réforme du système d'Instituciones de Salud Previsional (es) (ISAPREs) .
Le 23 janvier 2015, elle est nommée ministre de la Santé par Bachelet, en remplacement de Helia Molina, qui avait démissionné le 30 décembre 2014.